# Красна Башкирія
Кра́сна Башки́рія (рос. Красная Башкирия, башк. Ҡыҙыл Башҡортостан) — село (колишнє селище) у складі Абзеліловського району Башкортостану, Росія. Адміністративний центр Краснобашкирської сільської ради.
До 10 вересня 2010 року називалося село Центральної усадьби совхоза Красна Башкирія.
Населення — 2435 осіб (2010; 2286 в 2002).
Національний склад:
- башкири — 46%
- росіяни — 39%